# ست روگن
ست روگن (به انگلیسی: Seth Rogen) (زاده ۱۵ آوریل ۱۹۸۲) بازیگر، کمدین، نویسنده و فیلم‌ساز کانادایی است. او هنگامی که فقط ۱۶ سال داشت، به عنوان نایب قهرمانی تورنومنت «کمدین‌های نوجوان»، در شهر ونکوور دست پیدا کرد. با موفقیت در تست بازیگری سریال موفق فریکس اند گیکس ساخته جاد اپتاو، به لس آنجلس نقل‌مکان کرد و به عنوان بازیگر نقش دوم این سریال برگزیده شد. بعد از آن روگن در دیگر سیتکام موفق اعلام‌نشده به عنوان بازیگر و یکی از نویسندگان مجموعه، شروع به فعالیت کرد. روگن بعدها در فصل آخر سریال علی جی شو، به عنوان نویسنده فعالیت کرد و به دلیل کار فوق‌العاده‌اش، نامزد دریافت جایزه امی ساعات پربیننده شد.
ست روگن با راهنمایی جاد اپتاو، به سمت دنیای بازیگری در سینما کشیده شد. او در بسیاری از فیلم‌ها به عنوان بازیگر نقش دوم ایفای نقش کرد. اولین حضور سینمایی او در فیلم دانی دارکو (۲۰۰۱) اتفاق افتاد. روگن نه تنها به عنوان بازیگر نقش دوم برای فیلم باکره چهل ساله (۲۰۰۵) به کارگردانی جاد اپتاو بازی کرد، بلکه یکی از تهیه‌کنندگان این فیلم هم بود. باکره چهل ساله بعدها نامزدی‌های زیادی از طرف یونیورسال پیکچرز دریافت کرد که نقطهٔ عطفی در مسیر حرفه‌ای ست روگن بود و باعث شد در فیلم‌های بعدی جاد اپتاو، باردار (۲۰۰۷) و آدم‌های بامزه (۲۰۰۹)، به عنوان بازیگر اصلی فیلم به کار گرفته شود و در سال ۲۰۱۵، در فیلم تحسین‌شده استیو جابز در نقش استیو وازنیک حضور یافت. او در سال ۲۰۱۶، به همراه سم کاتلین و اوان گلدبرگ سریال واعظ را برای شبکه ای‌ام‌سی توسعه دادند.
ست روگن و اوان گلدبرگ نویسندگی فیلم‌های خیلی بد، پاین‌اپل اکسپرس، زنبور سبز، این آخرشه، و کارگردانی فیلم‌های این آخرشه و مصاحبه و مجموعه تلویزیونی استودیو (۲۰۲۵) را بر عهده داشتند. صدای روگن در فیلم‌های کارتونی هم شنیده می‌شود که از آن جمله می‌توان به فیلم‌هایی چون شرک ۳، هورتون صدایی می‌شنود!، مجموعه فیلم‌های پاندای کونگ‌فوکار، ماجراهای اسپایدرویک، هیولاها علیه بیگانگان، سوسیس پارتی، پل و شیرشاه اشاره کرد.

## اوایل زندگی
ست روگن در ۱۵ آوریل ۱۹۸۲ در ونکوور، بریتیش کلمبیا در خانواده‌ای یهودی اوکراینی-روسی متولد شد. مادرش سندی بلوگوس، مددکار اجتماعی و پدر آمریکایی‌اش، مارک روگن، دستیار مدیر سازمان غیرانتفاعی حلقه کارگران یهودی بود. پدر و مادر او به عنوان سوسیالیست‌های یهودی تندرو در بیت آلفا، اسرائیل همدیگر را ملاقات کرده‌بودند. روگن دربارهٔ تابعیت مضاعف اظهار داشت که او بیشتر خودش را کانادایی می‌داند زیرا در کانادا متولد و بزرگ شده‌است. روگن در ۱۲ سالگی در کارگاه آموزشی کمدی شرکت کرد. برنامه‌های اولیه او، شامل شوخی‌هایی دربارهٔ بر میتصوا و بت میتصوا و خانواده‌اش بود. او در ۱۳ سالگی، به همراه دوست دوران کودکی‌اش، اوان گلدبرگ، فیلم‌نامه فیلم خیلی بد را بر اساس تجربیات دوران نوجوانی‌شان نوشتند و در دوران دبیرستان نیز بر روی فیلم‌نامه کار می‌کردند.
مادرش از اجراهای کمدی او حمایت می‌کرد او را به سمت برنامه‌های کمدی سوق می‌داد. روگن در ۱۶ سالگی در تورنومنت کمدین‌های نوجوان در ونکوور مقام دوم را کسب کرد. در همان سال پدرش شغلش را از دست داد و مادرش نیز کارش را رها کرد. روگن برای کمک به وضعیت مالی خانواده‌اش در فراخوان بازیگری فریکس اند گیکس شرکت کرد و پس از موفقیت در تست بازیگری، تحصیلات خود را رها کرد و به همراه خانواده‌اش به لس آنجلس نقل‌مکان کرد.

## پیشینهٔ شغلی

### ۱۹۹۹–۲۰۰۶: پیشینهٔ شغلی اولیه و آشنایی با جاد اپتاو
ست برای نخستین بار، زمانی که فقط ۱۳ سال داشت، در کانادا در یک آگهی تبلیغاتی بازی کرد. او بعدها شانس خود را به عنوان کمدین محک زد و نخستین بار در سال ۱۹۹۹ در سریال کمدی درام فریکس اند گیکس ساخته جاد اپتاو، در کنار جیمز فرانکو، جیسون سیگل و مارتین استار ایفای نقش کرد. اگرچه سریال با نقدهای مثبتی مواجه شد، اما به علت مشکلات برنامه‌ریزی بین سازندگان و شبکه ان‌بی‌سی، فصل دوم سریال لغو شد. در سال ۲۰۰۰، روگن فعالیت خود را در شوهای مختلف آغاز کرد و در سال ۲۰۰۱–۲۰۰۰ در مجموعه تلویزیونی کمدی اعلام‌نشده ساخته جاد اپتاو در کنار بازیگرانی چون چارلی هونام و جی باروشل حضور یافت. این مجموعه با استقبال گسترده مردم و مخاطبان همراه بود و در سال ۲۰۱۲، مجله انترتینمنت ویکلی آن را در لیست ۲۵ برنامه تلویزیونی برتر قرار داد، اما این مجموعه نیز به دلیل پخش نامنظم لغو شد. پس از آن روگن وارد عرصه سینما شد و در فیلم‌های دانی دارکو (۲۰۰۱) و گوینده: افسانه ران برگندی (۲۰۰۴) حضور یافت. در سال ۲۰۰۴، او به عنوان نویسنده به فصل آخر برنامه ساشا بارون کوهن، دی جی علی شو، پیوست که برایش یک نامزدی جایزه امی به همراه داشت. در سال ۲۰۰۵، روگن اولین حضور پررنگ خود در عرصه بازیگری در سینما را با فیلم باکره چهل‌ساله رقم زد و با نقدهای مثبت منتقدان مواجه شد. او در سال ۲۰۰۶، نقش کوچکی را در فیلم شما، من و دوپری در کنار مت دیلون، اوون ویلسون و کیت هادسن ایفا کرد.

### ۲۰۰۷–۲۰۰۹: دستیابی به موفقیت
موفقیت روگن در فیلم باکره چهل‌ساله (۲۰۰۵) باعث شد تا یونیورسال پیکچرز او را برای بازی در نقش اصلیه فیلم بعدی اپتاو، باردار (۲۰۰۷) در نظر بگیرد. روگن در این فیلم با کاترین هایگل هم‌بازی شد. باردار از نظر تجاری و انتقادی بسیار موفق عمل کرد و در لیست بهترین فیلم‌های سال ۲۰۰۷ بسیاری از منتقدان قرار گرفت. بازی روگن نیز که اولین نقش اصلی وی به حساب می‌آمد، مورد تمجید قرار گرفت. موفقیت بعدی او نیز در همان سال با فیلم خیلی بد اتفاق افتاد، او به عنوان بازیگر و نویسنده در این فیلم نقش داشت. خیلی بد با نقدهای مثبت منتقدان که از فیلم‌نامه و داستان تمجید می‌کردند، همراه بود و به مدت دو هفته متوالی در صدر جدول گیشه آمریکا قرار گرفت. او در سال‌های ۲۰۰۷ و ۲۰۰۸ در چهار فیلم پرفروش به عنوان صداپیشه حضور یافت: کاپیتان در شرک ۳ (۲۰۰۷)، مورتون موشه در هورتون صدایی می‌شنود! (۲۰۰۸)، یک گابلین در فیلم فانتزی ماجراهای اسپایدرویک (۲۰۰۸) و استاد مانتیس، یک آخوندک چینی، در پاندای کونگ‌فوکار (۲۰۰۸). دیگر پروژه روگن برای ۲۰۰۸، فیلم پاین‌اپل اکسپرس به نویسندگی خودش و اوان گلدبرگ و تهیه‌کنندگی اپتاو بود. او در این فیلم با جیمز فرانکو هم‌بازی شد. این فیلم نیز در گیشه موفق عمل کرد و از طرف منتقدان در زمینه طنز و اجرای تیم بازیگری تحسین شد. در همان سال مجله امپایر اعلام کرد که روگن و گلدبرگ، نویسندگی یک قسمت از مجموعه سیمپسون‌ها را بر عهده خواهندداشت. روگن در سال ۲۰۰۹، در دو فیلم موفق هیولاها علیه بیگانگان همراه با ریس ویترسپون و آدم‌های بامزه همراه با آدام سندلر ظاهر شد.

### ۲۰۱۰-اکنون: سرمایه‌گذاری و حضور در تلویزیون
روگن در سال ۲۰۱۱، در فیلم زنبور سبز که بر اساس شخصیت زنبور سبز بود، بازی کرد. او علاوه بر بازیگر، نویسنده و تهیه‌کننده اجرایی فیلم نیز بود و برای نقش خود، مجبور به کاهش وزن شد. فیلم با نقدهای دوقطبی منتقدان همراه بود اما در گیشه موفق عمل کرد و در هفته اول اکران خود در صدر جدول گیشه قرار گرفت. روگن در فیلم پل (۲۰۱۱) صدا و حرکت یک موجود فضایی را انجام داد و در همان سال نقش قبلی خود را در فیلم دنباله‌ای پاندای کونگ‌فوکار ۲ تکرار کرد. او به عنوان بازیگر و تهیه‌کننده در فیلم ۵۰/۵۰ (۲۰۱۱) ظاهر شد. فیلم برای او یک نامزدی جایزه گلدن گلوب بهترین فیلم موزیکال یا کمدی به همراه داشت. در سال ۲۰۱۳، روگن اولین کارگردانی خود را با فیلم این آخرشه (۲۰۱۳) بر اساس فیلم‌نامه‌ای از خودش و گلدبرگ، و حضور بازیگرانی مانند جیمز فرانکو، جی باروشل، جونا هیل، دنی مک‌براید و اما واتسون انجام داد. این فیلم از لحاظ فروش و بازخورد منتقدان موفق عمل کرد. او در مه ۲۰۱۳، در چندین صحنه فلش‌بک در مجموعه تلویزیونی پرورش شکست‌خورده حضور یافت. 

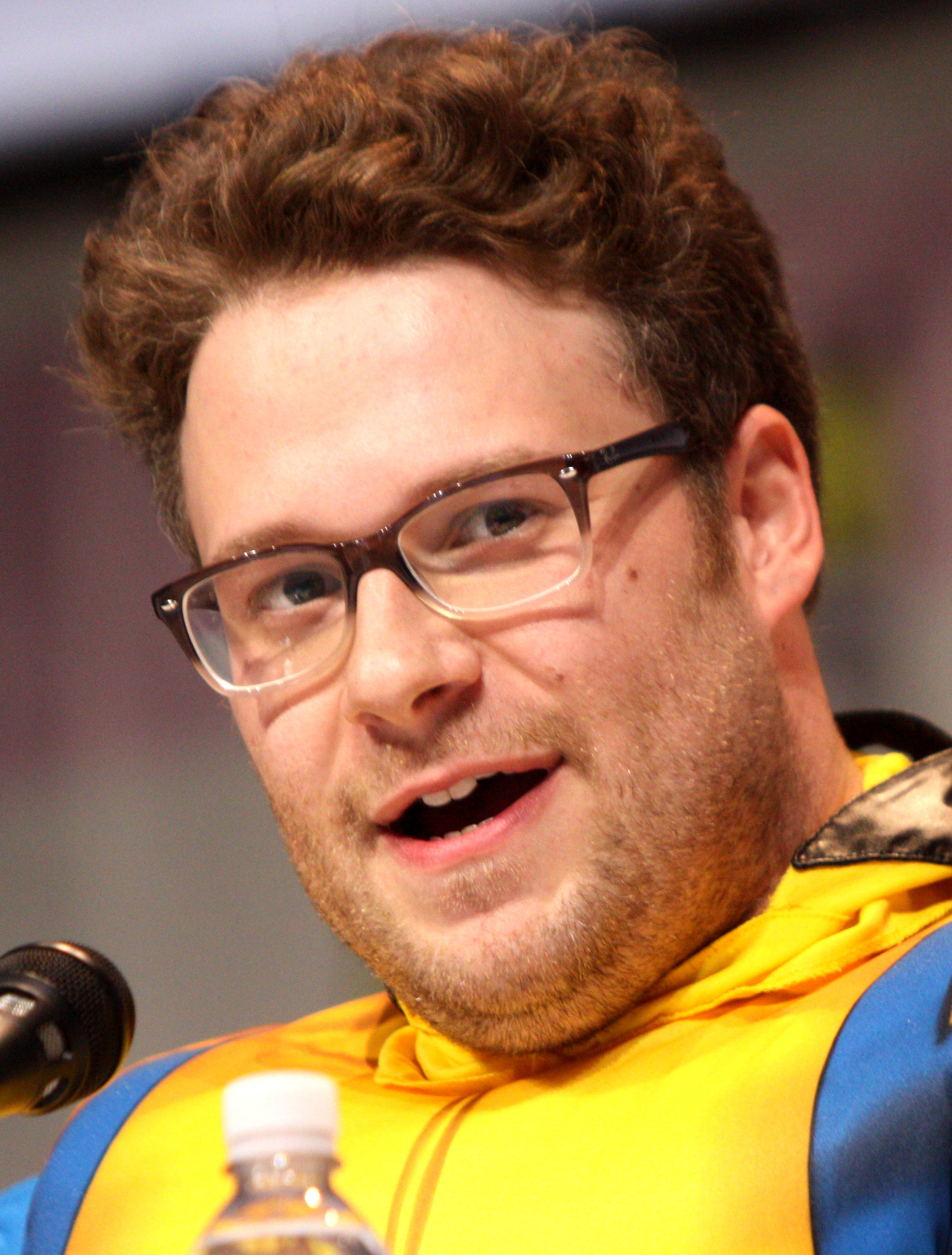
روگن سال ۲۰۱۳

در سال ۲۰۱۴، روگن در فیلم همسایه‌ها (۲۰۱۴) به ایفای نقش پرداخت. این فیلم با فروشی بیش از ۲۷۰ میلیون دلار، پرفروش‌ترین فیلم روگن در طول دوران حرفه‌اش محسوب می‌شود. در همان سال، روگن و گلدبرگ کارگردانی و نویسندگی مصاحبه را بر عهده داشتند. داستان فیلم دربارهٔ دو روزنامه‌نگار با بازی روگن و جیمز فرانکو است که تصمیم دارند کیم جونگ اون را ترور کنند. این فیلم با واکنش شدید کیم جونگ اون همراه بود و فیلم را یک فیلم تروریسم خواند و خواستار ممنوعیت فیلم شد. در ادامه تهدیدها و حملات سایبری به سونی پیکچرز، سونی اکران فیلم را لغو و آن را به صورت آنلاین در دسترس قرار داد.
در سال ۲۰۱۵، روگن نقش استیو وازنیک را در فیلم استیو جابز (۲۰۱۵) به تصویر کشید. بازی او با استقبال گسترده منتقدان همراه و تقدیر استیو وازنیک همراه بود. در سال ۲۰۱۶، او نقش‌های قبلی خود را در فیلم‌های پاندای کونگ‌فوکار ۳ و همسایه‌ها ۲: انجمن خواهری برمی‌خیزد تکرار کرد. روگن به همراه سم کاتلین و گلدبرگ، مجموعه تلویزیونی واعظ را برای شبکه ای‌ام‌سی ساختند. این مجموعه که بر اساس سری کتاب‌های کمیک به همین نام است، از سال ۲۰۱۶ تا ۲۰۱۹ پخش شد و بازخودهای مطلوبی دریافت کرد. آخرین پروژه او در سال ۲۰۱۶، صداپیشگی، نویسندگی و تهیه‌کنندگی انیمیشین سوسیس پارتی بود که تبدیل به موفق‌ترین فیلم انیمیشن بزرگسالان شد و منتقدان از طنز روگن و گلدبرگ تمجید و نماد کمدی مدرن دانستند.

## فعالیت‌ها
ست روگن پس از ابتلای مادر همسرش به آلزایمر حضور پررنگی در افزایش آگاهی از بیماری آلزایمر داشته‌است. او جنبش خیریه‌ای را برای الهام بخشیدن به تغییرات و آگاهی از بیماری آلزایمر در نسل هزاره آغاز کرد. روگن و همسرش، لورن میلر، برنامه پیشگیری از آلزایمر و زوال عقل را به منظور ارائه خدمات رایگان در خانه به شهروندان سالمندان را آغاز کردند و به دلیل فعالیت‌های خیرخواهانه مورد تقدیر قرار گرفتند.
روگن یکی از مدافعان حقوق همجنس گرایان است. او در رژه افتخار در یک آگهی تجاری حضور یافت که به زوج‌های همجنس‌گرا حق ازدواج می‌داد. او همچنین از حامیان جان سیاه‌پوستان مهم است است.

## زندگی شخصی
ست روگن در سال ۲۰۰۴ با لورن میلر، بازیگر و نویسنده آمریکایی، آشنا شد. آن‌ها در ۲۹ سپتامبر ۲۰۱۰ نامزد و در ۲ اکتبر ۲۰۱۱ در سونوما، کالیفرنیا ازدواج کردند. روگن و میلر اظهار داشته‌اند که قصد بچه‌دار شدن ندارند. آن‌ها در سال ۲۰۱۷، در کلاس‌های سفالگری شرکت کردند و شروع به ساخت سرامیک کردند.
در ژانویه ۲۰۲۱، روگن در حساب توئیتری خود اعلام کرد که مبتلا به نشانگان توره است.

## فیلم‌شناسی
ست روگن در فیلم‌های موفق و پرفروشی نظیر باکره چهل‌ساله (۲۰۰۵)، باردار (۲۰۰۷)، خیلی بد (۲۰۰۷)، پاندای کونگ‌فوکار (۲۰۰۸)، پاین‌اپل اکسپرس (۲۰۰۸)، پاندای کونگ‌فوکار ۲ (۲۰۱۱)، ۵۰/۵۰ (۲۰۱۱)، این آخرشه (۲۰۱۳)، همسایه‌ها (۲۰۱۴)، استیو جابز (۲۰۱۵)، پاندای کونگ‌فوکار ۳ (۲۰۱۶)، سوسیس پارتی (۲۰۱۶)، همسایه‌ها ۲: انجمن خواهری برمی‌خیزد (۲۰۱۶)، هنرمند فاجعه (۲۰۱۷)، تیری در تاریکی (۲۰۱۹) و شیرشاه (۲۰۱۹) نقش داشته‌است.

## جوایز و نامزدی‌ها

### جوایز اصلی
| سال  | جایزه                    | دسته‌بندی                           | کار          | نتیجه    |
| ---- | ------------------------ | ---------------------------------- | ------------ | -------- |
| ۲۰۰۵ | جایزه امی ساعات پربیننده | بهترین نویسندگی برای برنامه ورایتی | دی جی علی شو | نامزدشده |
| ۲۰۱۱ | جایزه گلدن گلوب          | بهترین فیلم موزیکال یا کمدی        | ۵۰/۵۰        | نامزدشده |
| ۲۰۱۱ | جایزه ایندیپندنت اسپیریت | بهترین فیلم بلند                   | ۵۰/۵۰        | نامزدشده |
| ۲۰۱۷ | جایزه گلدن گلوب          | بهترین فیلم موزیکال یا کمدی        | هنرمند فاجعه | نامزدشده |

### جوایز منتقدان
| سال  | جایزه                             | دسته‌بندی                                    | کار               | نتیجه    |
| ---- | --------------------------------- | ------------------------------------------- | ----------------- | -------- |
| ۲۰۰۷ | جایزه دایره منتقدان فیلم دوبلین   | جایزه ویژه                                  | باردار            | نامزدشده |
| ۲۰۱۱ | انجمن منتقدان فیلم دالاس‌فورت وورث | بهترین فیلم                                 | ۵۰/۵۰             | نامزدشده |
| ۲۰۱۲ | دایره منتقدان فیلم ونکوور         | بهترین بازیگر نقش مکمل مرد در فیلم کانادایی | این والس از آن تو | نامزدشده |
| ۲۰۱۴ | جایزه فیلم به انتخاب منتقدان      | بهترین فیلم کمدی                            | این آخرشه         | نامزدشده |
| ۲۰۱۴ | جامعه منتقدان فیلم دنور           | بهترین فیلم کمدی                            | این آخرشه         | پیروز    |
| ۲۰۱۴ | حلقه زنان منتقد فیلم              | جایزه ویژه                                  | مصاحبه            | پیروز    |

### جوایز متفرقه
| سال  | جایزه        | دسته‌بندی                               | کار       | نتیجه    |
| ---- | ------------ | -------------------------------------- | --------- | -------- |
| ۲۰۰۷ | جایزه ستلایت | بهترین بازیگر مرد فیلم موزیکال یا کمدی | باردار    | نامزدشده |
| ۲۰۱۴ | جایزه امپایر | بهترین فیلم کمدی                       | این آخرشه | نامزدشده |
| ۲۰۱۴ | جایزه ساترن  | بهترین فیلم ترسناک                     | این آخرشه | نامزدشده |

### جوایز تماشاگران
| سال  | جایزه                         | دسته‌بندی                                            | کار                             | نتیجه    |
| ---- | ----------------------------- | --------------------------------------------------- | ------------------------------- | -------- |
| ۲۰۰۰ | جایزه هنرمند جوان             | بهترین اجرای گروه بازیگران جوان در مجموعه تلویزیونی | فریکس اند گیکس                  | نامزدشده |
| ۲۰۰۵ | جایزه سینمایی ام‌تی‌وی          | بهترین اجرای گروه بازیگران                          | باکره چهل‌ساله                   | نامزدشده |
| ۲۰۰۷ | جایزه سینمایی ام‌تی‌وی          | بهترین اجرای کمدی                                   | باردار                          | نامزدشده |
| ۲۰۰۷ | جایزه سینمایی ام‌تی‌وی          | عملکرد پیشرفته                                      | باردار                          | نامزدشده |
| ۲۰۰۷ | جایزه برگزیده نوجوانان        | شیمی برگزیده                                        | باردار                          | نامزدشده |
| ۲۰۰۸ | جایزه سینمایی ام‌تی‌وی          | بهترین مبارزه                                       | پاین‌اپل اکسپرس                  | نامزدشده |
| ۲۰۰۸ | جایزه برگزیده نوجوان          | بازیگر منتخب فیلم‌های کمدی                           | مشاهده و گزارش / پاین‌اپل اکسپرس | نامزدشده |
| ۲۰۱۰ | جوایز برگزیده کودکان نیکلودین | صداپیشه منتخب                                       | هیولاها علیه بیگانگان           | نامزدشده |
| ۲۰۱۳ | جایزه سینمایی ام‌تی‌وی          | بهترین سکانس موزیکال                                | این آخرشه                       | پیروز    |
| ۲۰۱۳ | جایزه سینمایی ام‌تی‌وی          | بهترین مبارزه                                       | این آخرشه                       | نامزدشده |
| ۲۰۱۴ | جوایز کمدی                    | بهترین فیلم کمدی                                    | این آخرشه                       | پیروز    |
| ۲۰۱۴ | جوایز کمدی                    | بهترین فیلم‌نامه                                     | این آخرشه                       | نامزدشده |
| ۲۰۱۴ | جوایز کمدی                    | بهترین کارگردانی                                    | این آخرشه                       | پیروز    |
| ۲۰۱۴ | جوایز کمدی                    | بهترین بازیگر مرد فیلم کمدی                         | این آخرشه                       | نامزدشده |
| ۲۰۱۴ | جایزه سینمایی ام‌تی‌وی          | بهترین مبازره                                       | همسایه‌ها                        | نامزدشده |
| ۲۰۱۴ | جایزه سینمایی ام‌تی‌وی          | بهترین سکانس موزیکال                                | همسایه‌ها                        | نامزدشده |
| ۲۰۱۴ | جایزه هنرمند جوان             | بهترین فیلم - شیمی بازیگران                         | همسایه‌ها                        | نامزدشده |
| ۲۰۱۴ | جایزه هنرمند جوان             | بهترین برومنس                                       | همسایه‌ها                        | نامزدشده |
| ۲۰۱۴ | جایزه برگزیده مردم            | فیلم کمدی موردعلاقه                                 | همسایه‌ها                        | نامزدشده |
| ۲۰۱۴ | جایزه برگزیده مردم            | بازیگر کمدی مورد علاقه                              | همسایه‌ها                        | نامزدشده |
| ۲۰۱۴ | جایزه سینمایی ام‌تی‌وی          | بهترین اجرای دونفره                                 | مصاحبه                          | نامزدشده |
| ۲۰۱۴ | جایزه سینمایی ام‌تی‌وی          | بهترین بوسه                                         | مصاحبه                          | نامزدشده |